# Série noire (colección)

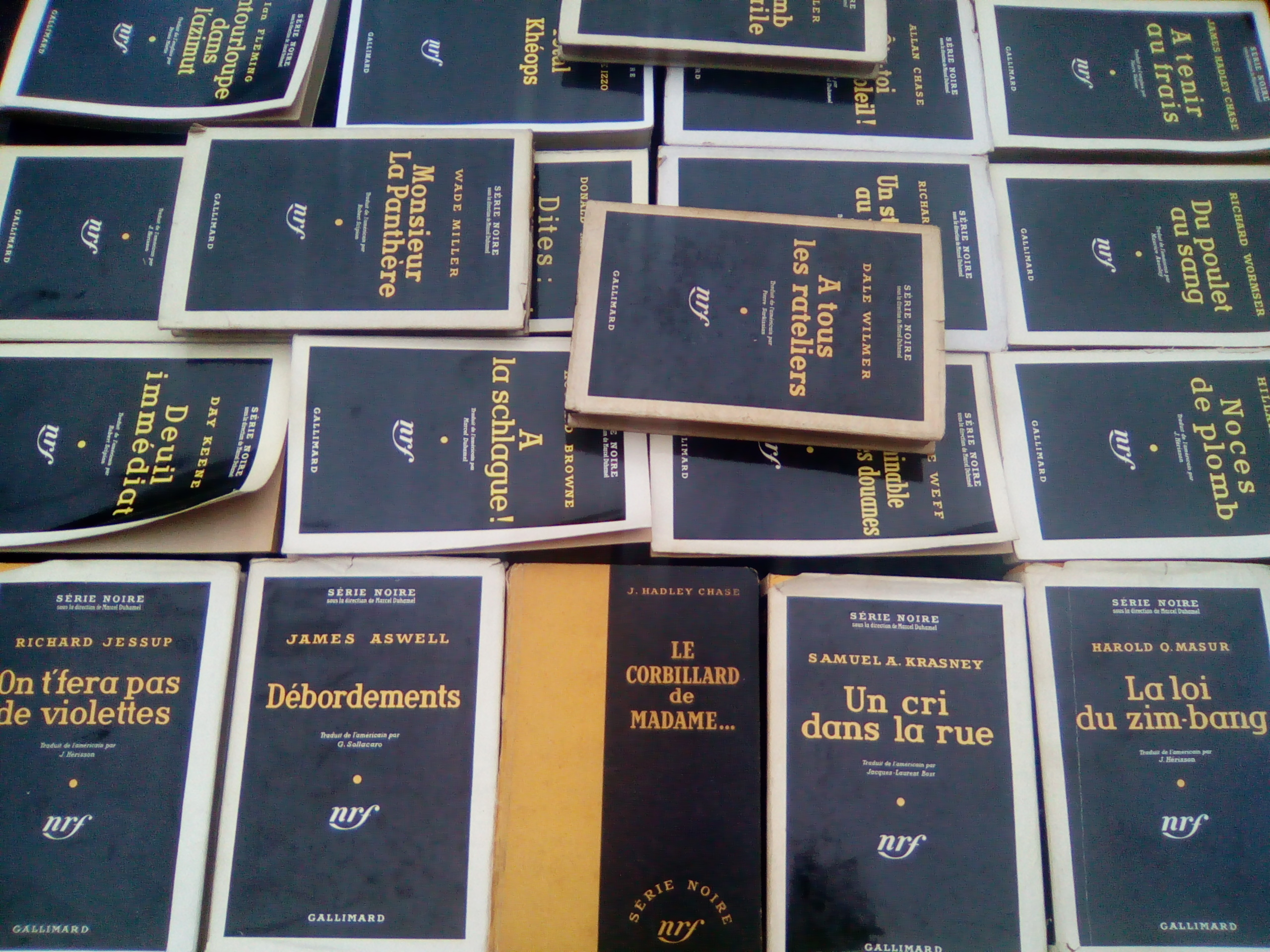
Varios volúmenes de la Série noire.

La Série noire, creada en 1945, es una colección de novelas policiacas y de novela negra publicada por la editorial Gallimard.

## Historia

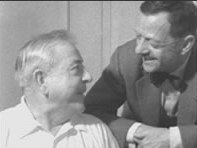
Marcel Duhamel (a la derecha) junto a Jacques Prévert en 1961 en la película Mon frère Jacques de Pierre Prévert.

La colección fue fundada en septiembre de 1945 por Marcel Duhamel.
En un editorial de 1948, Duhamel advierte al lector :
« Que el lector inocente no se fíe : los volúmenes de la Série noire no son para todos los públicos. El aficionado de enigmas à la Sherlock Holmes no quedará satisfecho [...] Describen policías más corruptos que los delincuentes que persiguen. El detective simpático no consigue siempre resolver el misterio. De veces no hay misterio, y otras ni siquiera detective... Pero entonces. Entonces, queda la acción, la angustia, la violencia. »
A partir de 1948, la colección se distingue por su estética peculiar que ayudará mucho a hacerla famosa (tapa de cartón negra y amarilla). El nombre de la colección fue idea de Jacques Prévert.
Pero su principal mérito es de revelar al público francés un gran número de autores y una nueva forma de literatura policial, comprometida con la realidad más sórdida de la calle.
La literatura anglosajona es predominante. Marcel Duhamel se encarga personalmente de la traducción de varios libros (Raymond Chandler y Dashiell Hammett). Todos los grandes autores estadounidenses de novela negra son publicados poco a poco (Horace McCoy, W. R. Burnett, Ed McBain, Chester Himes, Robert Bloch, Richard Matheson, Donald Westlake, Lou Cameron, David Goodis, Harry Whittington o Jim Thompson). En paralelo, Duhamel edita varios autores franceses. El primero de ellos fue Serge Arcouët (publicado bajo el pseudónimo de Terry Stewart en 1948) seguido por Albert Simonin con su novela Touchez pas au grisbi !, que permite la implantación definitiva del género en Francia. Los autores del neopolar en los años 1970, como por ejemplo Jean-Patrick Manchette, A.D.G. o Jean-Pierre Bastid) utilizarán la Série noire como vehículo para el comentario social y político.
Las constantes de la Série noire son el argot, el humor y la violencia. Los aficionados de la novela negra la apodan « la Reina de la Noche ».
Durante los años 1980, la colección empieza a sufrir de la competencia de nuevas colecciones como Rivages/Noir creada por François Guérif. En los años 2000, la colección cambia de formato abandonando el formato medio (19 x 12,5 cm) para uno más grande.

## Directores de la colección
- Marcel Duhamel de 1945 a 1977
- Robert Soulat de 1977 a 1991
- Patrick Raynal de 1991a 2004
- Aurélien Masson de 2005 a 2017
- Stéphanie Delestré desde septiembre de 2017